# Diaphus mascarensis
Diaphus mascarensis är en fiskart som beskrevs av Becker, 1990. Diaphus mascarensis ingår i släktet Diaphus och familjen prickfiskar. Inga underarter finns listade i Catalogue of Life.